# Dragan Cvetkovic
Dragan Cvetković, né le 19 septembre 1961 à Slavonski Brod en Yougoslavie, est un footballeur franco-serbe, devenu entraîneur. 

## Carrière
Cet ancien milieu de terrain devient en 2008 l'entraîneur du Sporting Toulon Var, en Championnat de France amateur, un poste qu'il avait déjà occupé de 2001 à 2004.

### Joueur
- Formation à l'INF Vichy.
- 1980-1984 : Besançon Racing Club (Division 2)  France
- 1980-1981: RC Lens     France
- 1984-1988 : SC Bastia  France

### Entraîneur
- 1982-1983 :  Stade gabésien
- 2001-2003 :  Sporting Toulon Var
- 2003-2004 :  Al-Wahda Club
- 2004-2005 :  FK Alania Vladikavkaz
- 2005-2006 :  Al-Rayyan SC
- 2006-2007 :  Al-Ittihad Kalba SC
- 2007-2008 :  JSM Béjaïa
- 2008-2010 :  Sporting Toulon Var
- 2010-2011 :  CS Hammam Lif
- 2011-2012 :  US Monastir
- 2012-2013 :  CS Hammam Lif
- 2013-2014 :  AS La Marsa
- 2014-2015 :  Étoile du Sahel
- 2015-2016 :  Al Shamal Club
- 2016-2017 :  Limoges FC
- 2017-2018 :  Limoges FC
- 2018-2019 :  LFNA-FFF
- 2020-2021 :  TP Mazembe[1]
- 2021-2022 :  ASJ Soyaux
- 2022-nov 2022 :  FC Balagne[2]
- 2023 :  DC Motema Pembe[3],[4],[5]